# Музей марципанів в Сентендре

Один з численних експонатів

Готується черговий подарунок

Музей розташований у місті Сентендре, Угорщина. У цьому музеї можна побачити найрізноманітніші художні твори мистецтва, починаючи з портретів знаменитих людей і закінчуючи різними тортами, які виконані в англійському стилі та мають вражаючу кількість ярусів. Усі експонати створені із марципану. Розмір музею досить скромний, але скільки всього цікавого можна побачити на його невеликих вітринах. І що найголовніше, всі ці творіння повністю їстівні і, крім того, дуже смачні.

Біля музею розташована майстерня, в якій постійно працюють декілька майстрів-кондитерів. Це приміщення також належить до території музею і входить в екскурсійну програму. Тут відвідувачів ознайомлять з найкращими секретами майстерності та виготовляють мініатюру з марципану для всіх охочих.

Більша частина музейних експонатів були виготовлені засновником музею - Кароєм Сабо. Він народився, виріс і став кондитером в Трансільванії. Під час Другої Світової війни Сабо вирішив покинути батьківщину і в надії на краще життя перебратися до Австрії. Однак, надіям його не судилося збутися - післявоєнне життя в напівзруйнованій країні не поспішало налагоджуватися.

Після довгих поневірянь Сабо з родиною зупиняється в Лівані. За сім років, прожитих в Бейруті, він встиг вивчити секрети приготування марципанів. Накопичивши грошей, Карой повертається до Австрії і купує будиночок в селі Пухберг. Відкрита кондитерська приносила невеликий, але стабільний дохід. І ось одного разу Сабо вирішив виліпити з марципану в повний зріст одного з персонажів мультфільму, який демонструвався в Австрії і отримав широку популярність в народі. Народ натовпами повалив у кондитерську подивитися на улюбленця. А кондитер, не втрачаючи часу, взяв патент на виготовлення персонажів багатосерійного мультфільму. Фігурок ставало все більше, до кондитерської довелося прибудовувати окремі зали, і незабаром вона вже була найбільшою в країні. А заодно перетворилася і в перший в Європі музей марципанів. Бізнес Сабо мав великий успіх, проте цього успіху зовсім не раділи місцеві жителі невеликого селища. Все частіше і частіше Сабо став відчувати неприязнь до «чужоземця», як вони його називали, хоч Карой Сабо і був уже давно австрійським громадянином.

Після смерті дружини в 1985 році Сабо починає замислюватися про переїзд до Угорщини. З 1990 року виробництво марципанів переноситься на острів Чепель в Будапешті, де зараз проживає його друга дружина. Протягом декількох років Карой не міг зважитися на остаточний переїзд і буквально розривався між двома країнами: кілька днів в Угорщині, кілька днів в Австрії. В 1994 році рішення все-таки було прийнято і з тих пір існує в Сентендре кондитерська Кароя Сабо і музей марципанів, неподалік від головної площі міста. Після того як Карою виповнилося 80 років він вирішив відійти від справ, але попри те, що музей змінив власника, називають музей, як і раніше Музей марципанів Сабо. 

Широку популярність музей отримав в Росії і в Україні. В Москві при кондитерській «Естергазі» за допомогою угорського маестро марципану створили композицію марципанових картин, які відображають історію столиці. Хочуть створити подібний музей і кияни. З якою ж гордістю і радістю розповідає про це Сабо - слава його музею зробила крок далеко за межі Угорщини!

## Все це зроблено з марципанів